# نايت رويس
نايت رويس (بالإنجليزية: Nate Ruess) وإسمه الكامل ناثانييل جوزيف رويس (بالإنجليزية: Nathaniel Joseph Ruess) هو مغني بوب و كاتب اغاني تعود أصوله لولاية أريزونا إلا أنه عاش في نيويورك، ولد في يوم 26 فبراير 1982 في مدينة آيوا و هو قائد و مؤسس فرقة فون.

## روابط خارجية
- نايت رويس على موقع IMDb (الإنجليزية)
- نايت رويس على موقع ميوزك برينز (الإنجليزية)
- نايت رويس على موقع أول ميوزيك (الإنجليزية)
- نايت رويس على موقع ديسكوغز (الإنجليزية)
- نايت رويس على موقع قاعدة بيانات الفيلم (الإنجليزية)